# Journal for Plague Lovers
Journal for Plague Lovers je deváté studiové album velšské rockové skupiny Manic Street Preachers. Jeho nahrávání probíhalo od října 2008 do února 2009 ve studiu Rockfield Studios v Monmouthu. Jeho producenty byli Steve Albini a Dave Eringa a vyšlo v květnu 2009 u vydavatelství Columbia Records. Album je složené z textů bývalého člena kapely Richeyho Edwardse, který je od roku 1995 nezvěstný a roku 2008 byl prohlášen za mrtvého.

## Seznam skladeb
| Pořadí         | Název                                    | Délka |
| -------------- | ---------------------------------------- | ----- |
| 1.             | Peeled Apples                            | 3:33  |
| 2.             | Jackie Collins Existential Question Time | 2:24  |
| 3.             | Me and Stephen Hawking                   | 2:46  |
| 4.             | This Joke Sport Severed                  | 3:04  |
| 5.             | Journal for Plague Lovers                | 3:45  |
| 6.             | She Bathed Herself in a Bath of Bleach   | 2:18  |
| 7.             | Facing Page: Top Left                    | 2:40  |
| 8.             | Marlon J.D.                              | 2:50  |
| 9.             | Doors Closing Slowly                     | 2:52  |
| 10.            | All Is Vanity                            | 3:35  |
| 11.            | Pretension/Repulsion                     | 2:05  |
| 12.            | Virginia State Epileptic Colony          | 3:25  |
| 13.            | William's Last Words                     | 4:15  |
| Celková délka: | Celková délka:                           | 42:37 |

## Obsazení
Manic Street Preachers
- James Dean Bradfield – zpěv, kytara
- Nicky Wire – baskytara, zpěv, doprovodné vokály, klavír
- Sean Moore – bicí, perkuse

Ostatní
- Andy Walters – smyčce
- Katherine Thomas – harfa
- Joanna Parkhurst – smyčce
- Bernard Kane – smyčce
- Nathan Stone – smyčce